# Consum
Consum es una cooperativa española del sector de la distribución, con sede en Silla (Valencia).

## Historia
A partir del 1987 se produce el punto de inflexión en la política de expansión de Consum. La cadena de supermercados adquiere empresas del sector de la distribución de una envergadura ya considerable: Vegeva (1988), Ecoben, Alihogar (1991) y Jobac (1991) en la Comunidad Valenciana y Distac (1998) y Disbor (1999) en Cataluña.

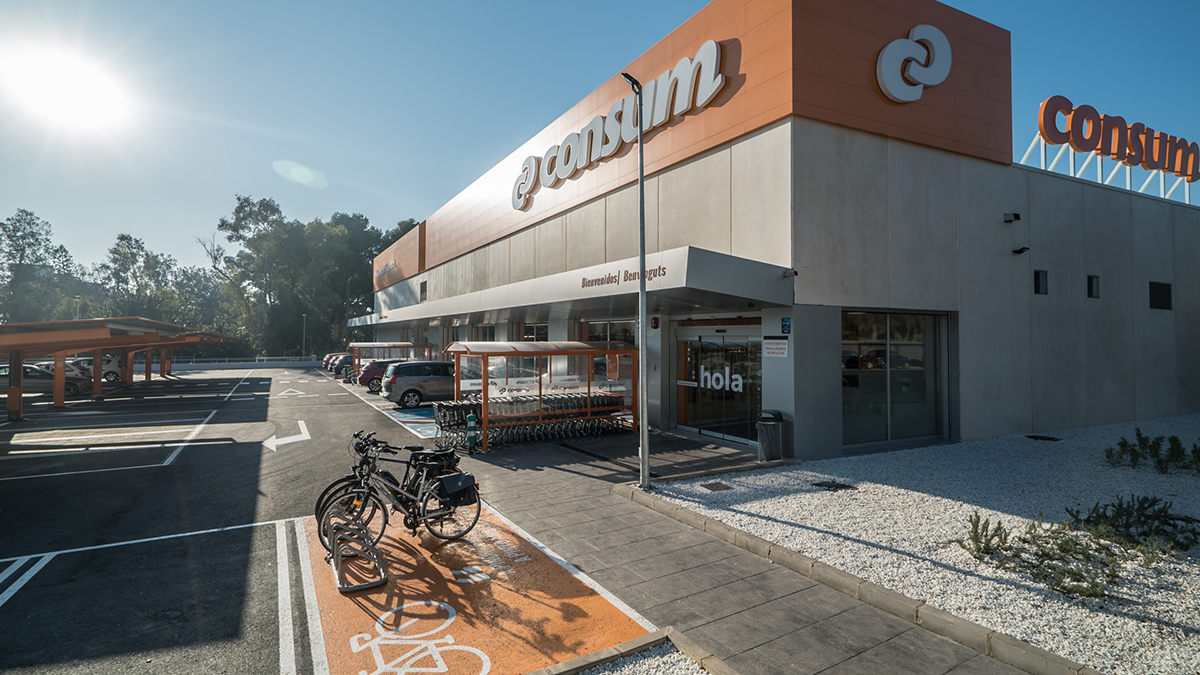
Entrada a un supermercado Consum en Valencia.

A principios de la década de los 90, Consum constituye con el Grupo Eroski en calidad de socio fundador una alianza comercial. Esta alianza finaliza en febrero de 2004, después de que Consum decidiese desvincularse del proyecto por divergencias en el modelo organizativo.
En 2007, Consum incrementa su presencia en Cataluña con 53 supermercados Supersol, la red de supermercados Consum y Consum Basic que dispone en Cataluña. Ese mismo año, la Cooperativa también adquiere 62 supermercados de Caprabo, repartidos por la Comunidad Valenciana, Murcia, Castilla-La Mancha y Andalucía. En mayo de 2010 adquiere 12 supermercados a Vidal Europa y uno a Eroski.[cita requerida]
A fecha de 2017, Consum cuenta con 680 supermercados propios y franquicias Charter, una plantilla de 13 504 trabajadores y 2,7 millones de clientes dados de alta como socios. Está presente en la Comunidad Valenciana, Cataluña, Región de Murcia, Castilla-La Mancha, Andalucía y Aragón.  Consum tiene su sede central en Silla (Valencia) y dispone de 5 plataformas logísticas en Silla (Valencia), Cuart de Poblet (Valencia), Riba-roja (Valencia), Barcelona, Prat de Llobregat (Barcelona) y Torres de Cotillas (Murcia). En el 2016 registró un crecimiento en facturación del 10,5% en relación con los datos obtenidos en el 2015 llegando a los 2344 millones de euros y un beneficio de 46,8 millones de Euros. Consum ha aumentado en el 2016 su cuota de mercado nacional hasta situarse en el 4% y alcanzar el 6º puesto del ranking nacional de empresas de distribución. En 2016, Consum implanta la fase inicial de su tienda de comercio electrónico que permite la adquisición de sus más de 9000 productos.
En el año 2018, Consum decidió eliminar el etiquetado en valenciano en el 5% sus productos, debido a quejas recibidas de consumidores catalanes porque no entendían el valenciano. Por este motivo, se generó en redes sociales una campaña en contra, mayoritariamente de sectores nacionalistas e independentistas catalanes, así como de algunos integrantes de la coalición política valenciana Compromís, propiciando un boicot a la cooperativa con el apoyo de más de 27 000 personas.

## Recursos humanos
En 2007, Consum recibió el certificado efr como Empresa Familiarmente Responsable  de la Fundación Másfamilia por su política de empleo. En 2015 y 2016 Consum ha sido reconocida con el certificado Top Employers por su labor en la gestión de los recursos humanos y se sitúa entre las 63 mejores empresas para trabajar en España. Cerca del 95% de la plantilla de Consum son socios con derechos a participar en la gestión y los beneficios.